# Iris (Vorname)
Iris ist ein weiblicher Vorname.

## Herkunft und Bedeutung des Namens
In der griechischen Mythologie war Iris die Botin der Götter; ihr Symbol ist der Regenbogen – siehe Iris (Mythologie). Der Vorname Iris kann auch als Blumenname von der gleichnamigen Gattung (Schwertlilien) hergeleitet werden.

## Verbreitung
In Deutschland wurde der Name im letzten Jahrhundert regelmäßig vergeben, er war insbesondere zwischen Anfang der 1950er bis Ende der 1970er Jahre ein beliebter Mädchenname. Seit dem Jahr 1984 wurde er in Österreich rund 3300 Mal für Neugeborene gewählt. Jährlich wird Iris seit 1930 auch in der Schweiz vergeben, insgesamt etwa 6200 Mal. In Liechtenstein kommt er hingegen selten vor.
In Frankreich stieg die Beliebtheit von Iris seit Mitte der 1980er Jahre stark an, seit 2019 befindet er sich in den Top 30. Von 2008 bis 2017 war der Vorname in den Niederlanden unter den Top 100 anzutreffen. Der Name befindet sich in Belgien ebenfalls seit dem Jahr 2018 in den Top 100. Auch in Spanien zählt Iris seit 2009 regelmäßig zu den Top 100. In Portugal war besonders die Variante Íris zwischen 2011 und 2018 unter den Top 30 zu finden. Seit 1999 wird der Vorname in Italien mit einer stetig steigenden Beliebtheit vergeben.
Der Name kommt ebenfalls in den nordischen Ländern Dänemark, Norwegen und Schweden vor, besonders in der schwedischen Namensgebung ist er beliebt.
In den USA hat Iris seit Anfang des 21. Jahrhunderts einen stetig steigenden Trend, von Platz 413 bis auf 78 (im Jahr 2023). Genauso sieht die Entwicklung in England und Wales aus, seit 2016 befindet er sich dort in den Top 100.
Nachgewiesen ist der Name außerdem in den Ländern Irland und Polen sowie Bosnien, Brasilien, Kanada, Kroatien, Island, Neuseeland, Puerto Rico, Schottland und Slowenien.

## Namenstag
4. September

## Bekannte Namensträgerinnen

### A
- Iris Adrian (1912–1994), US-amerikanische Schauspielerin
- Iris Alanyalı (* 1969), deutsch-türkische Journalistin und Schriftstellerin
- Iris Albrecht (* 1967), deutsche Tischtennisspielerin
- Iris Andraschek-Holzer (* 1963), österreichische bildende Künstlerin
- Iris Antman (* 1975), israelische Fußballnationalspielerin
- Iris Apatow (* 2002), US-amerikanische Schauspielerin
- Iris Apfel (1921–2024), US-amerikanische Geschäftsfrau, Innenarchitektin und Modeikone
- Iris Arlan (1901–1985), deutsche Schauspielerin
- Iris von Arnim (* 1945), deutsche Modedesignerin
- Iris Artajo (* 1962), deutsche Schauspielerin, Regisseurin und Autorin
- Iris Aschenbrenner (* 1980), deutsche Schauspielerin, Moderatorin und Model

### B
- Iris Bahr (* 1977), US-amerikanische Film- und Fernsehschauspielerin, Komödiantin, Regisseurin, Autorin, Fernsehproduzentin und Synchronsprecherin
- Iris Barbura (1912–1969), rumänisch-deutsch-amerikanische Tänzerin, Choreografin und Tanzpädagogin
- Iris Yassmin Barrios Aguilar (* 1962), guatemaltekische Richterin
- Iris Barry (1895–1969), britisch-amerikanische Schriftstellerin, Filmkritikerin und Filmhistorikerin
- Iris Baumgardt, deutsche Erziehungswissenschaftlerin
- Iris Bayer-Bovelet (* 1958), deutsche Springreiterin und Unternehmerin
- Iris Becher (* 1988), deutsche Schauspielerin
- Iris Beck (* 1961), deutsche Erziehungswissenschaftlerin
- Iris Bell (1934–2008), US-amerikanische Rhythm-&-Blues-, Soul- und Jazzmusikerin
- Iris Bent (* ≈1931), australische Radsportlerin
- Iris Berben (* 1950), deutsche Schauspielerin
- Iris Bernhardsgrütter (* 1994), Schweizer Unihockeyspielerin
- Iris Bettray (* 1963), deutsche Fernsehproduzentin und Autorin
- Iris Biba-Pöschl (* 1964), deutsche Langstreckenläuferin
- Iris Blauensteiner (* 1986), Autorin und Filmemacherin
- Iris Blaul (* 1955), deutsche Politikerin (Die Grünen)
- Iris Faircloth Blitch (1912–1993), US-amerikanische Politikerin
- Iris Böhm (* 1967), deutsche Schauspielerin
- Iris Bohnau (* 1948), deutsche Schauspielerin
- Iris Bohnet (* 1966), Schweizer Verhaltensökonomin
- Iris Boss (* 1978), Schweizer Schauspielerin
- Iris von Bredow (1948–2018), deutsche Althistorikerin, Übersetzerin und Romanautorin
- Iris Brosch (* 1964), deutsche Modefotografin, Kunstfotografin, Videokünstlerin und Performancekünstlerin
- Iris Brünn (* 2000), Schweizer Unihockeyspielerin

### C
- Iris Chacón (* 1950), puerto-ricanische Tänzerin, Sängerin und Entertainerin
- Iris Chang (1968–2004), US-amerikanische Schriftstellerin
- Iris Clert (≈1917–1986), griechisch-französische Kunst-Galeristin und Sammlerin
- Iris C. de Corbavia (* 1954), kroatische Schriftstellerin
- Iris Critchell (1920–2025), US-amerikanische Fliegerin und Sportschwimmerin

### D
- Iris Därmann (* 1963), deutsche Kulturwissenschaftlerin und Philosophin
- Iris Davis (1950–2021), US-amerikanische Sprinterin
- Iris Denneler (1955–2012), deutsche Germanistin
- Iris Disse (* 1956), deutsche Theatermacherin, Schauspielerin und Featureautorin
- Iris Drögekamp (* 1967), deutsche Hörspielregisseurin
- Iris Dworeck-Danielowski (* 1978), deutsche Politikerin (AfD)

### E
- Iris Eberl (* 1958), deutsche Politikerin (CSU)
- Iris Ebling (* 1940), deutsche Juristin und Richterin
- Iris Eckschläger (* 1974), österreichische Biathletin
- Iris Eisenberger (* 1972), österreichische Rechtswissenschaftlerin und Hochschullehrerin
- Iris Elezi (* 1976), albanische Filmregisseurin, Drehbuchautorin und Hochschullehrerin
- Iris Erdmann (* 1943), deutsche Schauspielerin

### F
- Iris Falcam (1938–2010), mikronesische Bibliothekarin, Forscherin und First Lady
- Iris Fink (* 1966), österreichische Autorin und Kabaretthistorikerin
- Iris Firmenich (* 1961), deutsche Politikerin (CDU)
- Iris Fischlmayr (1974–2017), österreichische Wirtschaftswissenschaftlerin und Hochschullehrerin
- Iris Flacke (* 1977), deutsche Fußballspielerin
- Iris Follak (* 1958), deutsche Politikerin (SPD)
- Iris Fontbona (* 1942), chilenische Unternehmerin
- Iris Freimüller (* 1988), österreichische Badmintonspielerin
- Iris Fuentes-Pila (* 1980), spanische Mittelstreckenläuferin

### G
- Iris Galey (* 1936), Schweizer Traumatherapeutin und Buchautorin

### H
- Iris Hanika (* 1962), deutsche Schriftstellerin
- Iris Häussler (* 1962), deutsche Künstlerin
- Iris van Herpen (* 1984), niederländische Modedesignerin
- Iris Hoffmann (* 1963), deutsche Politikerin (SPD)

### I
- Iris Illievich (* 1992), österreichische Schauspielerin

### J
- Iris Johansen (* 1938), US-amerikanische Schriftstellerin
- Iris Johansson (* 1945), schwedische Buchautorin

### K
- Iris Kammerer (* 1963), deutsche Schriftstellerin
- Iris Kirchner-Freis (* 1972), deutsche Rechtswissenschaftlerin, -anwältin und Unternehmerin
- Iris Knobloch (* 1963), deutsche Managerin und Präsidentin des Filmfestivals von Cannes
- Iris Kramer (* 1960), deutsche Jazzmusikerin (Flügelhorn, Trompete)

### L
- Iris Lienhard (* 1976), österreichische Skibobfahrerin
- Iris Love (1933–2020), US-amerikanische Klassische Archäologin
- Iris Luckhaus (* 1973), deutsche Illustratorin

### M
- Iris Mai (* 1962), deutsche Schachspielerin
- Iris Mayer (* vor 1961), deutsche Schauspielerin
- Iris Mayer (* 1975), deutsche Journalistin
- Iris Minder (* 1951), Schweizer Regisseurin und Autorin
- Iris Muhl (* 1970), Schweizer Autorin, Journalistin und TV-Redakteurin
- Iris Murdoch (1919–1999), anglo-irische Schriftstellerin und Philosophin
- Iris Murray (1978–2022), österreichische Springreiterin

### N
- Iris Nentwig-Gesemann (* 1964), deutsche Erziehungswissenschaftlerin und Hochschullehrerin
- Iris Nieland (* 1960), deutsche Politikerin (AfD)

### O
- Iris Origo (1902–1988), irisch-US-amerikanische Schriftstellerin und Historikerin
- Iris Anna Otto (* 1953), deutsche Schriftstellerin

### P
- Iris Paech (* 1961), deutsche Songschreiberin, Musikproduzentin und Redakteurin

### R
- Iris Radisch (* 1959), deutsche Literaturkritikerin und Journalistin
- Iris von Roten (1917–1990), Schweizer Juristin, Journalistin und Frauenrechtlerin

### S
- Iris ter Schiphorst (* 1956), deutsch-niederländische Komponistin, Pianistin, Autorin, Bassistin, Schlagzeugerin und Keyboarderin
- Iris Smith (* 1979), US-amerikanische Ringerin
- Iris Spieß (* 1963), deutsche Politikerin (SPD)
- Iris Spranger (* 1961), deutsche Politikerin (SPD)
- Iris Mareike Steen (* 1991), deutsche Schauspielerin

### T
- Iris Tabeling (* 1991), niederländische Badmintonspielerin
- Iris Tree (1897–1968), britische Dichterin, Malerin und Schauspielerin

### U
- Iris Uhlenbruch, deutsche Drehbuchautorin
- Iris Utikal (* 1966), deutsche Kommunikationsdesignerin

### V
- Iris Vermillion (* 1960), deutsche Sängerin (Mezzosopran)

### W
- Iris Wagner (1942–2014), deutsche Künstlerin und Übersetzerin
- Iris Wagner (* 1951), deutsche Mittelstreckenläuferin
- Iris Wittig (1928–1978), deutsche Militärpilotin
- Iris Wolfermann (* 1972), deutsche Illustratorin und Kinderbuchautorin
- Iris Wolff (* 1977), deutsche Schriftstellerin

### Y
- Iris Yamashita (* 1965), japanisch-amerikanische Autorin
- Iris Marion Young (1949–2006), US-amerikanische Politikwissenschaftlerin

### Z
- Iris Zavala (1936–2020), puerto-ricanische Dichterin, Schriftstellerin und Hochschullehrerin
- Iris Zscherpe (* 1967), deutsche Schwimmerin